# Kandi III
Kandi III är ett arrondissement i kommunen Gogounou i Benin. Den hade 8 590 invånare år 2002.